# Ruggero Marino

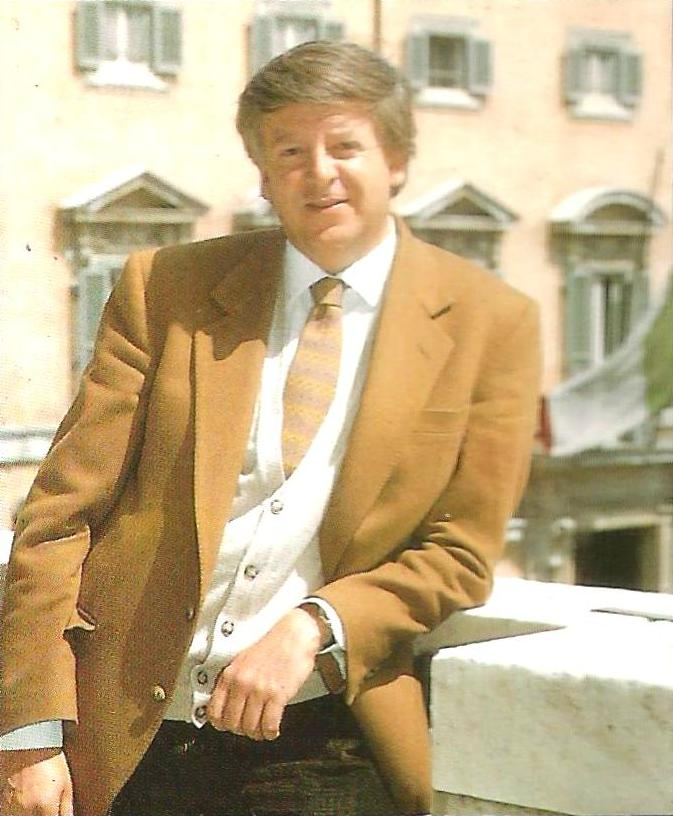
Foto di Ruggero Marino scattata sul terrazzo di Piazza Colonna de Il Tempo.

Ruggero Marino (Verbania, 4 marzo 1940) è un giornalista, scrittore e poeta italiano, ex caporedattore del quotidiano Il Tempo.

## Biografia
Ruggero Marino è nato a Intra, frazione di Verbania. Giornalista, scrittore, poeta. Ha lavorato, per trentaquattro anni, al quotidiano “Il Tempo” di Roma, ricoprendo le cariche di inviato speciale, di redattore capo del giornale e di responsabile dei settori spettacolo e cultura. Ha effettuato reportages da circa 50 Paesi nel mondo. È stato autore, con altri colleghi, di un saggio per l'Unicef dal titolo “Bambini”, sulla condizione dell'infanzia in Italia, vincitore del Premio Sorrento. Ha scritto due libri di poesie, “Minime & Massime” (brevi componimenti ed aforismi) e “L'inferno in paradiso” (Premio Indac), storie dei drammi dei ragazzi vittime della droga e degli anni di piombo, con prefazione di Don Gelmini e Maria Luisa Spaziani. Ha vinto oltre 10 premi giornalistici, a carattere nazionale, fra i quali quello dell'Associazione Stampa Romana, lo Scanno e quello del Coni.

### Le ricerche su Cristoforo Colombo
Il suo primo libro su Cristoforo Colombo e la scoperta dell'America risale al 1991 con il titolo Cristoforo Colombo e il papa tradito (Newton Compton, tre edizioni) con il quale ha vinto il Premio Scanno di letteratura. Una quarta edizione, aggiornata ed ampliata, è stata pubblicata, con lo stesso titolo nel 1997 (RTM multimedia) con prefazione di Franco Cardini. Delle sue ricerche, che per la prima volta coinvolgono Roma e il Vaticano, tramite papa Innocenzo VIII (definito un pontefice “deçaparecido”, lo “sponsor” dell'operazione America e probabilmente legato dallo stesso sangue a Colombo) si sono occupati storici in Italia e all'estero, scrittori, giornalisti e i più importanti media nazionali e non (il Times di Londra gli ha dedicato due mezze pagine), in un'indagine che avanza rivoluzionarie teorie sulla scoperta dell'America e che fanno ormai parte di una nuova storiografia su Cristoforo Colombo.
I suoi studi sono stati oggetto di citazione all'Accademia dei Lincei da parte del senatore Paolo Emilio Taviani e del Professor Osvaldo Baldacci. Estratti delle sue tesi sono state pubblicate da “Apollinaris”, della Pontificia Università Lateranense, dai “Quaderni ibero-americani” e fanno parte degli Atti del Simposio Internazionale “La evangelicacion del Nuevo Mundo” (Legionari di Cristo) e del Convegno “Il Letterato tra miti e realtà del Nuovo Mondo: Venezia, il mondo iberico e l'Italia”, organizzato all'Università di Venezia. Su “Nova historica” è comparso l'articolo “Cristoforo Colombo in odore di santità”.
È stato invitato dall'Istituto italiano di cultura di New York ad illustrare le sue tesi al John Calandra Institute. È stato chiamato dal Ministro Scajola a fare parte della Commissione Scientifica per le celebrazioni in occasione del Cinquecentenario della morte di Colombo.
Nella “Grande Raccolta Colombiana” in 20 tomi, uscita nel 1992, in occasione dei 500 anni della scoperta dell'America, il Presidente del Comitato scientifico per le Celebrazioni colombiane del V Centenario (che includevano anche l'Expo colombiano 1992 a Genova), senatore Paolo Emilio Taviani, considerato il più grande studioso italiano di Colombo ed uno dei maggiori a livello internazionale, ha aggiunto all'opera un nuovo capitolo, rispetto alle sue precedenti opere, dal titolo “Fino a qual punto il Vaticano intervenne per l'impresa di Colombo”. Basandosi sugli studi innovativi di Ruggero Marino, Taviani conclude con il riconoscere al ricercatore il merito di “essere stato il primo” ad avere interpretato un documento scritto da Colombo e contribuendo, con il suo lavoro, ad avere aperto e valorizzato “il tema della partecipazione di Innocenzo VIII alla vicenda colombiana”. In un'indagine “erroneamente” e per “troppo tempo” ignorata dalla “bibliografia scientifica”. Anche lo scomparso scrittore e saggista della Colombia German Arciniegas ha dedicato un capitolo di un suo libro (“America es otra cosa”) al suo lavoro. Lo stesso ha fatto lo scrittore spagnolo Javier Sierra, autore di best seller internazionali, in “La ruta prohibida” (in italiano “Lo specchio oscuro” Longanesi).
Ha pubblicato, nel settembre 2005 per Sperling & Kupfer e Rai Eri, “Cristoforo Colombo l'ultimo dei Templari” (figura nella cinquina finalista del Premio Roma ed in quella del Premio Casinò di Sanremo per i libri del mare). Arrigo Petacco sul “Corriere della Sera”, ha scritto: “Marino smantella cinque secoli di storiografia colombiana”. Il libro è già uscito in Portogallo, Spagna, Stati Uniti, Canada, Romania, Cecoslovacchia, Polonia ed è stato venduto anche in Russia.
Nel maggio 2010, sempre per la Sperling, è uscito “L'uomo che superò i confini del mondo”. Il libro ha vinto il Premio cultura del mare al Circeo è entrato tra i tre finalisti al Premio Gaeta (Viaggi e avventura) e nella cinquina del Premio Acqui Storia.

### Altre attività letterarie
Nel dicembre 2012 ha pubblicato “Stella e il circo” (Sperling & Kupfer), una favola-apologo ispirata ad una sceneggiatura di Riccardo Fellini, il fratello, scomparso a sua volta, del grande Federico Fellini.
Nel 2016 ha pubblicato “Le stagioni del Turano” (Aracne Editrice), che ha vinto il premio Laurentum 2016 di poesia. Nel giugno 2018 per le edizioni Akkuaria è uscito il libro "Viator", poesie di viaggio. Nell'estate 2021 è stato pubblicato il saggio "Dante, Colombo e la fine del mondo" (premio "Caravella Tricolore"). Nel marzo 2023 è uscito "Crocifisse" (FlyBooks 5.0) cronache poetiche sul femminicidio. Nella primavera 2025 ha pubblicato "La verità nascosta su Cristoforo Colombo" (Editoriale Delfino), "100 modi per vincere la depressione" (Armando Curcio Editore), "Pensando", aforismi, haiku e poesie-bonsai (Bertoni Editore).

## Saggi su Cristoforo Colombo
- Cristoforo Colombo e il papa tradito, Newton Compton, 1991. (Vincitore del Premio Scanno) (Il volume è stato ripubblicato nel 1997 dalle edizioni RTM con l'aggiunta di una prefazione di Franco Cardini).
- Cristoforo Colombo l'ultimo dei templari, Sperling & Kupfer editori - Rai Eri, 2005. (Il volume è stato ripubblicato nel 2006 da Fabbri RCS nella collana I grandi misteri) (Il volume è stato inoltre tradotto in sette lingue).
- L'uomo che superò i confini del mondo, Sperling & Kupfer, 2010.
- On pre-Columbian contacts between America and other continents, FCOIAA a cura di Emilio Spedicato, 2017.
- Dante, Colombo e la fine del mondo, Publishing, 2021 (premio "Caravella Tricolore").
- La verità nascosta su Cristoforo Colombo (Editoriale Delfino), 2025.

## Romanzi
- Ossessioni d'amore, Amazon e Lulu, 2018.
- Stella e il circo, Sperling & Kupfer, 2012.

## Poesia e Aforismi
- Minime e massime, 2001, edizioni Pagine.
- L'inferno in paradiso, 1990, edizione Ellemme (vincitore del Premio Indac).
- Le stagioni del Turano, 2016, editore Aracne editrice (vincitore del premio Laurentum 2016 di poesia e premio Rosse Pergamene 2016).
- Viator, 2018, edizioni Akkuaria.
- Minime e massime 1, 2018, edizioni Letteratura Alternativa.
- Crocifisse (FlyBooks 5.0), 2023.
- Pensando, aforismi, haiku e poesie-bonsai (Bertoni Editore), 2025.

## Altre opere
- La condizione dell'infanzia in Italia, 1985, Motta editore. (scritto con altri coautori).
- Maradona re, (con Piero Palumbo), 1987, Il libro nel mondo ed.
- 100 modi per vincere la depressione (Armando Curcio Editore), "Pensando", aforismi, haiku e poesie-bonsai (Bertoni Editore), 2025.